# Ol chiki
Ol chiki, även kallat ol cemet’ eller bara ol (och ibland också kallat santali-alfabetet) är ett alfabet som skapades på 1920-talet av Pandit Raghunath Murmu för att skriva santhali. Tidigare hade språket, de få gånger det över huvud taget skrevs, skrivits med bengali, oriya, devanagari eller det latinska alfabetet. Eftersom santali, till skillnad från de flesta andra språk i nordindien, inte är ett indoariskt språk så har det flera språkljud som de andra indiska skriftsystemen saknar tecken för. Det gjorde det svårt att skriva språket utan att behöva införa speciella tecken.
Ol chiki har 30 bokstäver. Deras namn och utseende är kopplade till naturliga objekt och handlingar. Exempelvis betyder "at" 'jorden' och bokstavens runda form är tänkt att representera jordklotet. På liknande sätt betyder "ud" 'svamp' och "unn" är ljudet av ett flygande bi.

## Bokstäver
Fyra av konsonanterna (ag, aaj, ud, ob) kan uttalas både otonat och ett tonat. Det tonade används när konsonanten följs av en vokal eller ahad.
| Tecken | namn | IPA | Tecken | namn | IPA | Tecken | namn | IPA      | Tecken | namn | IPA | Tecken | namn | IPA    |
| ------ | ---- | --- | ------ | ---- | --- | ------ | ---- | -------- | ------ | ---- | --- | ------ | ---- | ------ |
| ᱚ      | la   | [ɔ] | ᱛ      | at   | [t] | ᱜ      | ag   | [k’, g]  | ᱝ      | ang  | [ŋ] | ᱞ      | al   | [l]    |
| ᱟ      | laa  | [a] | ᱠ      | aak  | [k] | ᱡ      | aaj  | [c’, dʒ] | ᱢ      | aam  | [m] | ᱣ      | aaw  | [w, v] |
| ᱤ      | li   | [i] | ᱥ      | is   | [s] | ᱦ      | ih   | [h, ʔ]   | ᱧ      | iny  | [ɲ] | ᱨ      | ir   | [r]    |
| ᱩ      | lu   | [u] | ᱪ      | uch  | [c] | ᱫ      | ud   | [t’, d]  | ᱬ      | unn  | [ɳ] | ᱭ      | uy   | [j]    |
| ᱮ      | le   | [e] | ᱯ      | ep   | [p] | ᱰ      | edd  | [ɖ]      | ᱱ      | en   | [n] | ᱲ      | err  | [ɽ]    |
| ᱳ      | lo   | [o] | ᱴ      | ott  | [ʈ] | ᱵ      | ob   | [p’, b]  | ᱶ      | ov   | [w̄] | ᱷ      | oh   | [ʰ]    |

## Diakritiska tecken
| Tecken | namn           | användning                                                      | IPA  |
| ------ | -------------- | --------------------------------------------------------------- | ---- |
| ᱚᱸ     | mu tudag       | nasalisering                                                    | [ɔ̃]  |
| ᱚᱹ     | gahla tudag    | annan vokalkvalité                                              | [ɔ]  |
| ᱚᱺ     | mu-gahla tudag | annan vokalkvalité samt nasalisering                            | [ɔ̃]  |
| ᱚᱻ     | rela           | lång vokal                                                      | [ɔ:] |
| ᱜᱼ     | pharka         | avgränsare; hindrar ag, aaj, ud och ob från att uttalas tonande | [k'] |
| ᱜᱽ     | ahad           | gör att ag, aaj, ud och ob uttalas tonande                      | [g]  |

## Extra vokaler
| Tecken | IPA | Tecken | IPA | Tecken | IPA |
| ------ | --- | ------ | --- | ------ | --- |
| ᱚᱹ     | [ɔ] | ᱟᱹ     | [ǝ] | ᱮᱹ     | [ɛ] |